# Споменик природе Пребреза
Палеонтолошки локалитет Пребреза заштићено је природно добро као Споменик природе са првом категоријом заштите. Налази се на територији општине Блаце и једини је палеонтолошки локалитет у Србији који је стављен под заштиту Уредбом Владе РС 2009. године, као заштићено природно добро од изузетног значаја.

## Локација
Налази се у јужној Србији испод јужних обронака планине Јастребац, три километра северозападно од насеља Блаце (у правцу Крушевца). Обухвата субвертикалне профиле са леве и десне обале Глувог потока.

## Палеонтолошки налази
Откривен је велики број остатака сисарске фауне средњомиоценске старости (од 16 до 10 милиона година), чије порекло одступа од раније проучених фосилних налаза сисара у региону.
Најзаступљенији представници су из реда Carnivora — Звери (хијене и др); Perissodactyla — Копитари (коњи, носорози); Artiodactyla — Папкари (свиње, жирафе, говеда); Proboscidea — Сурлаши (мастодон).
Овај локалитет представља налазиште неоспорне научне и едукативне вредности управо због доступности посматрања и могућности непосредног проучавања палеонтолошких остатака. Локалитет служи као кључ за разумевање тока миграције сисара у доба миоцена које су преко Балкана текле из Европе, Азије и Африке.

### Откривање археолошког блага
Споменик природе Пребреза је у међународној стручној литератури означен као најзначајније палеонтолошко налазиште миоценске старости на Балканском полуострву, а откривено је сасвим случајно. Давне 1947, стари мештанин Пребрезе, Раде Ракоњац пронашао је овај локалитет играјући се као дете. Од тада па до данас он је и чувар овог подручја и домаћин све већем броју стручњака и туриста који долазе у посету. „Мени је било пријатно у души да свет зна за Пребрезу, а посебно ми је било драго што је и моја маленкост дала допринос науци“, каже Ракоњац.

### Изложбени плато
Изложбени плато чини осам калота, тј. изложбених витрина, око којих је постављена дрвена стаза у шуми у самом срцу заштићеног подручја. У изложбеним витринама могуће је видети реплике фосилних остатака пронађених на овом подручју. Овакав изложбени простор на отвореном јединствен је у Србији и свету и представља невероватан туристички и едукативни потенцијал.